# Еклектична архітектура Львова
Екле́ктична архітектура Львова була провідною в будівництві міста другої половини XIX століття. У цьому стилі споруджено більшість будівель центральної частини міста.

## Сакральна забудова
Після касації монастирів, закриття частини храмів на межі XVIII—XIX століть розпочався процес спорудження нових храмів. Було надано нових рис давнім святиням. У Середмісті після тривалих затримок було завершено Преображенську церкву (1878—1898) з елементами пізнього класицизму. Біля Старого ринку у стилях неоготики і неороманському перебудували одні з найдавніших храмів міста — Костел Івана Хрестителя (1886) і Костел Марії Сніжної (1888—1892). Рис необароко отримали будівлі монастиря сакраменток (1894), завершення веж костелу Марії Магдалини. Були збудовані монастирі у неороманському стилі редемптористів (1882—1884), воскресенців (1889), Церква Вознесіння (1897—1901), у неоготичному Сакре-Кер (1859/61), кармеліток (1889), кармеліток босих (1893/95), францисканок (18877/89). Найбільш видовищним став неоготичний костел Єлизавети (1903/11). Останнім звели костел капуцин (1925/30). У неовізантійському стилі було споруджено каплицю у будинку інвалідів (1850-і рр.) та церкву для православних військових з Буковини — святого Георгія, причому її проєкт, ікони за канонічними зразками виконали австрійські митці з Відня (1897—1901).

### Галерея

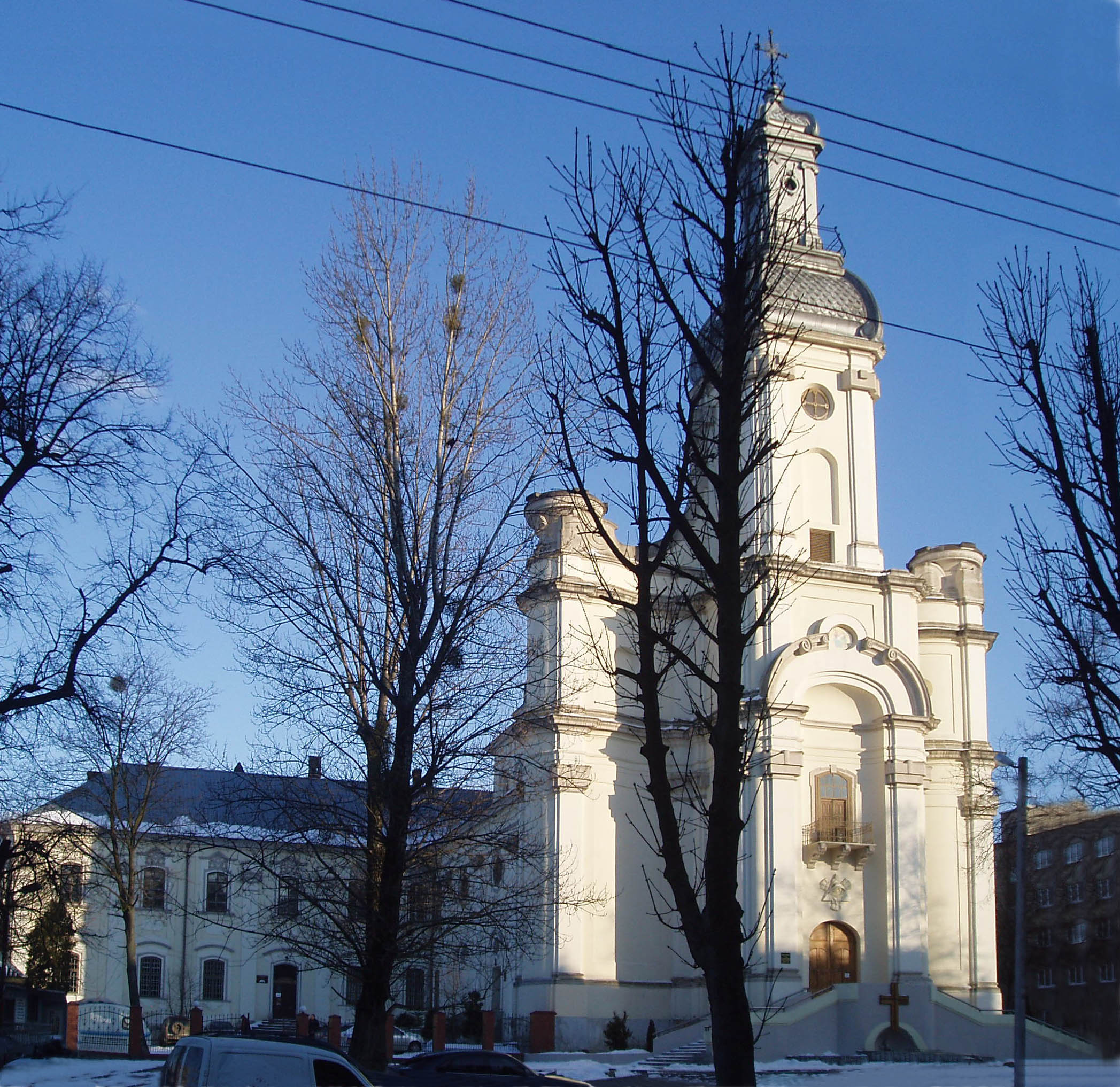
Костел сакраменток
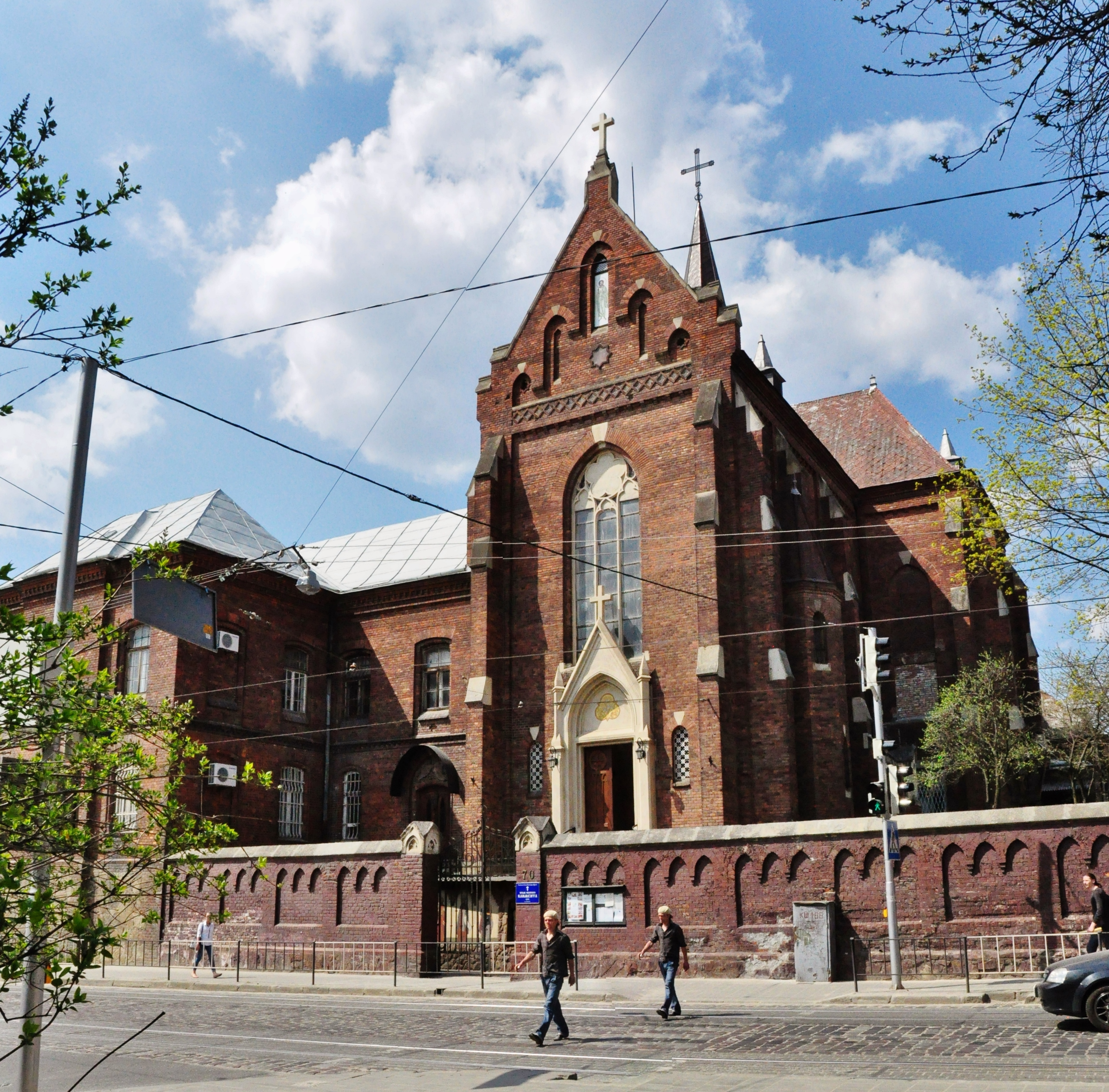
Костел кармеліток босих
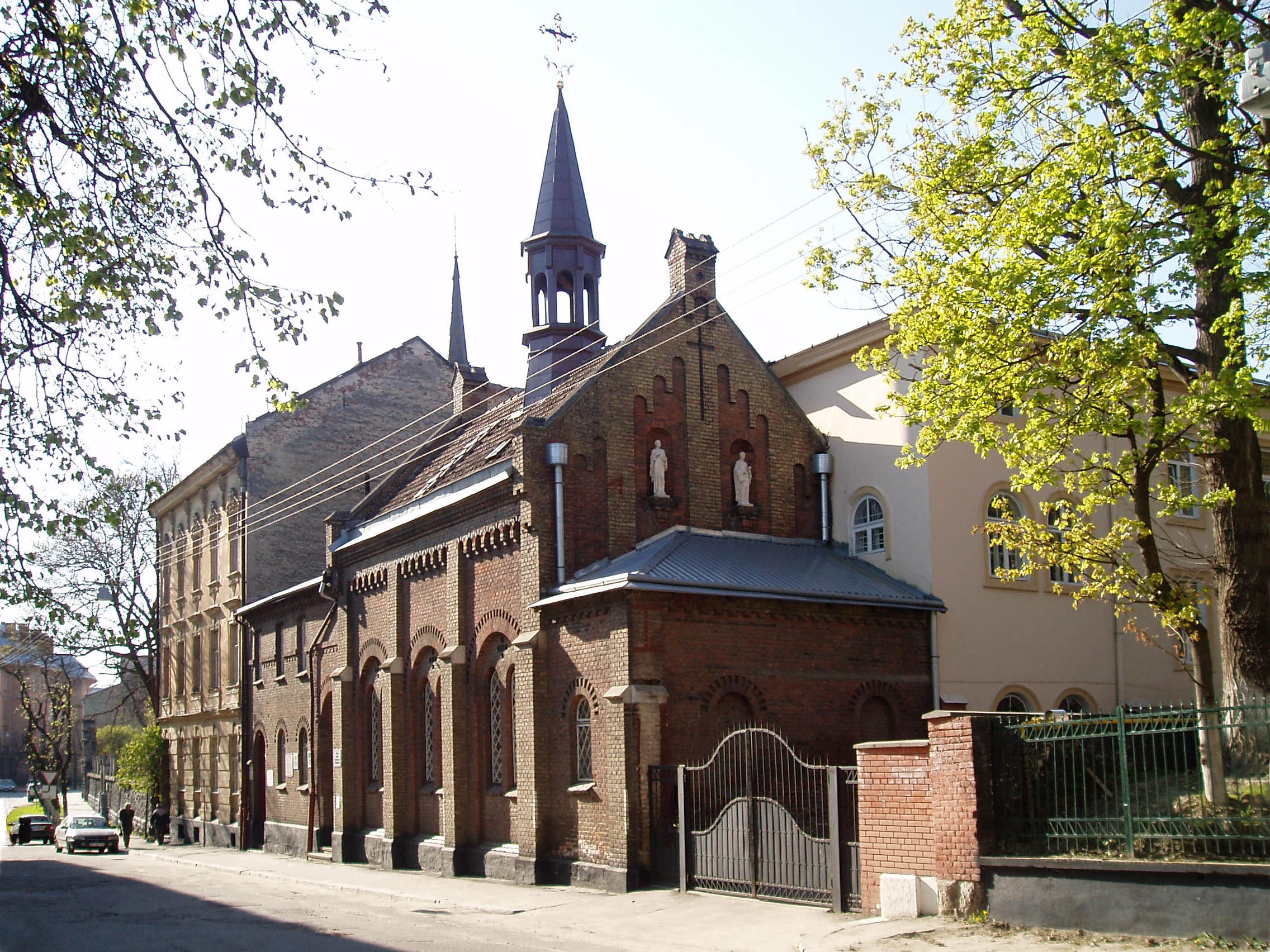
Костел Матері Божої Неустанної Помочі кармеліток
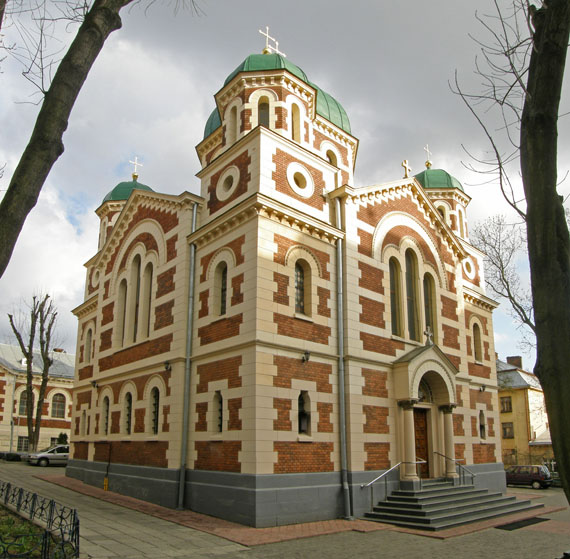
Церква св. Георгія
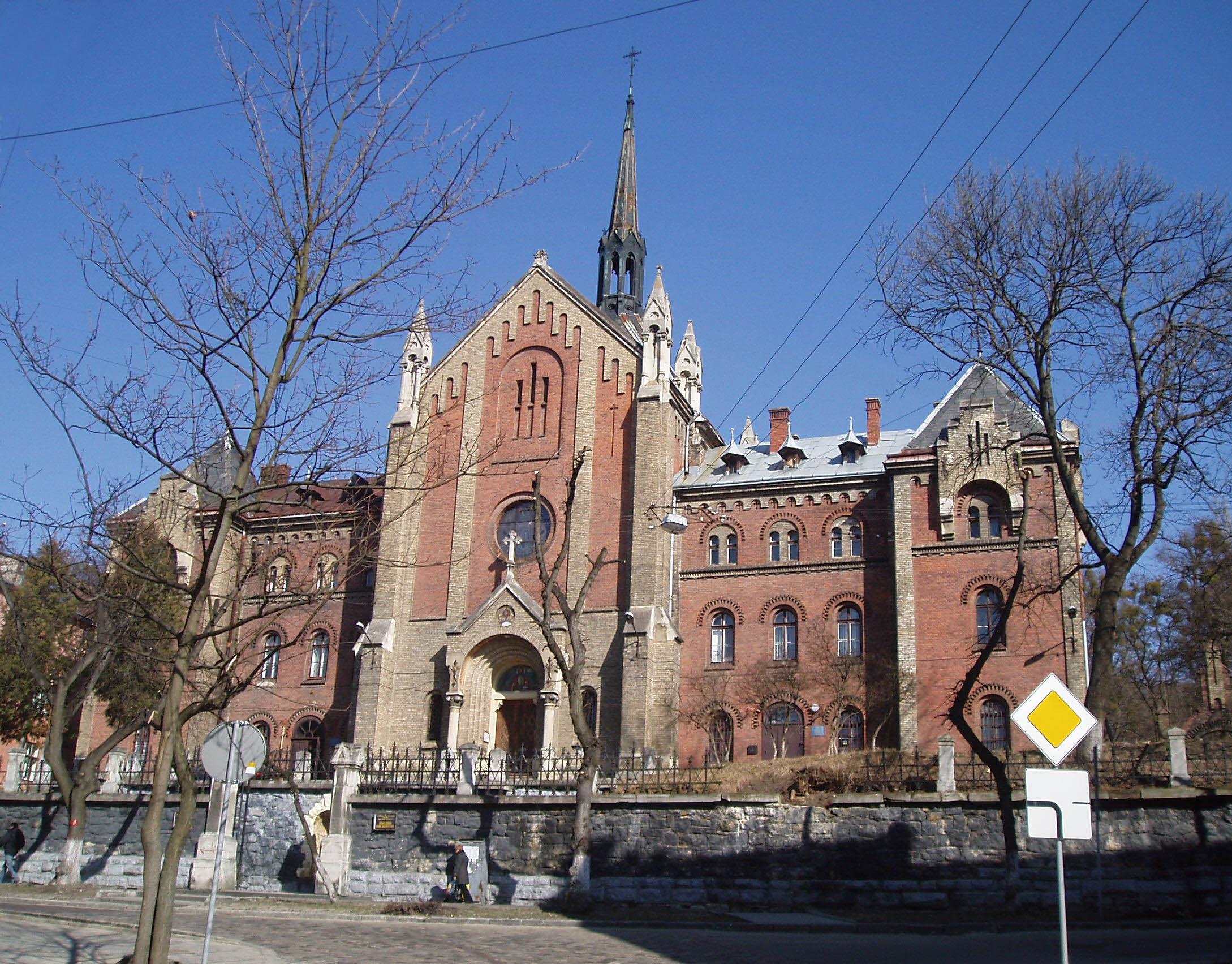
Костел Серця Ісусового францисканок.
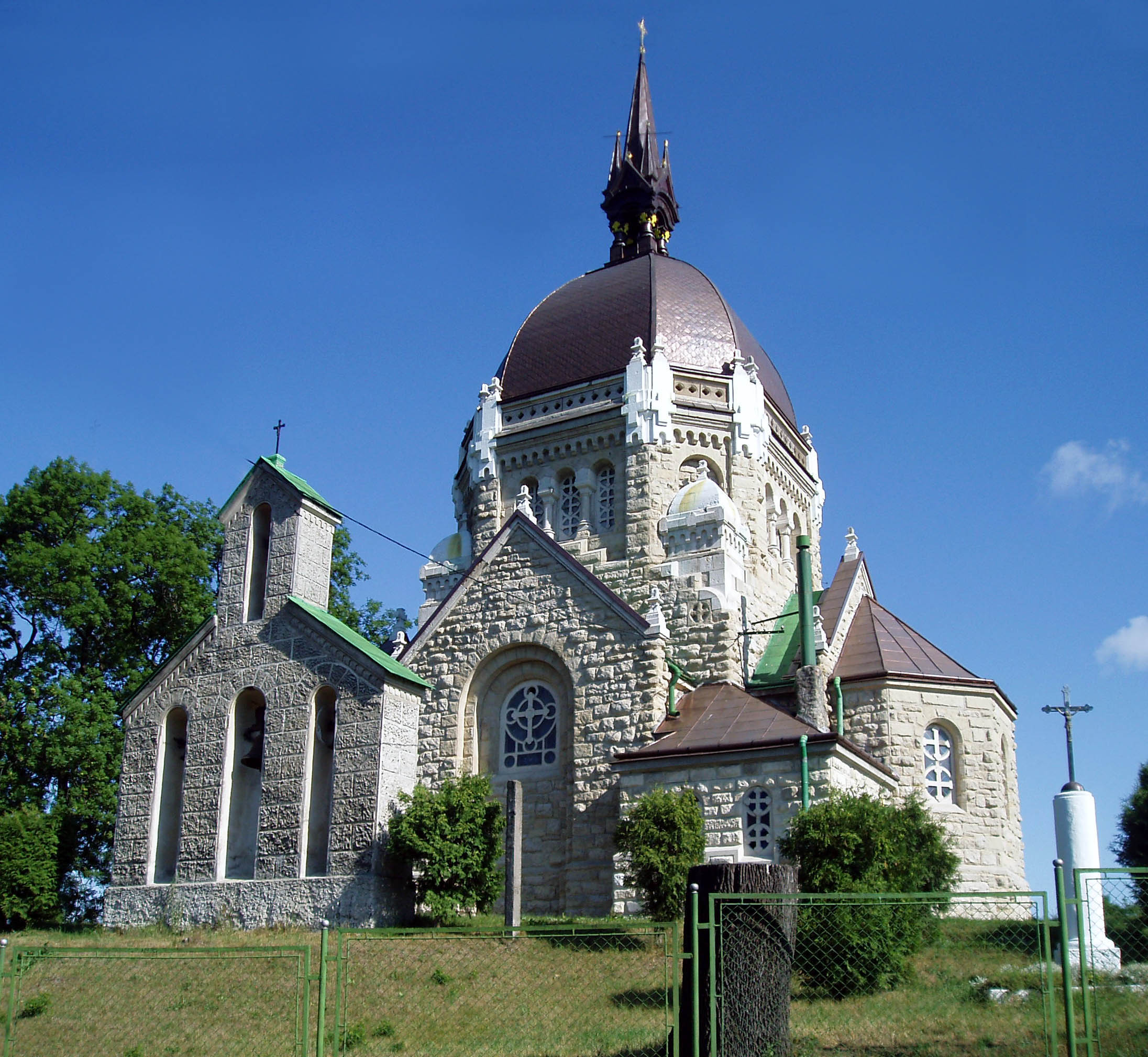
Церква Вознесіння
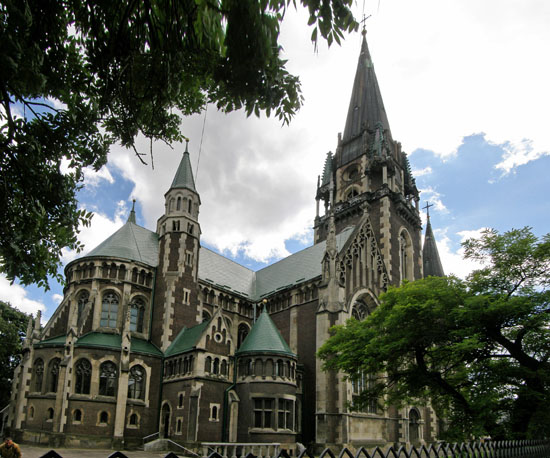
Костел св. Єлисавети
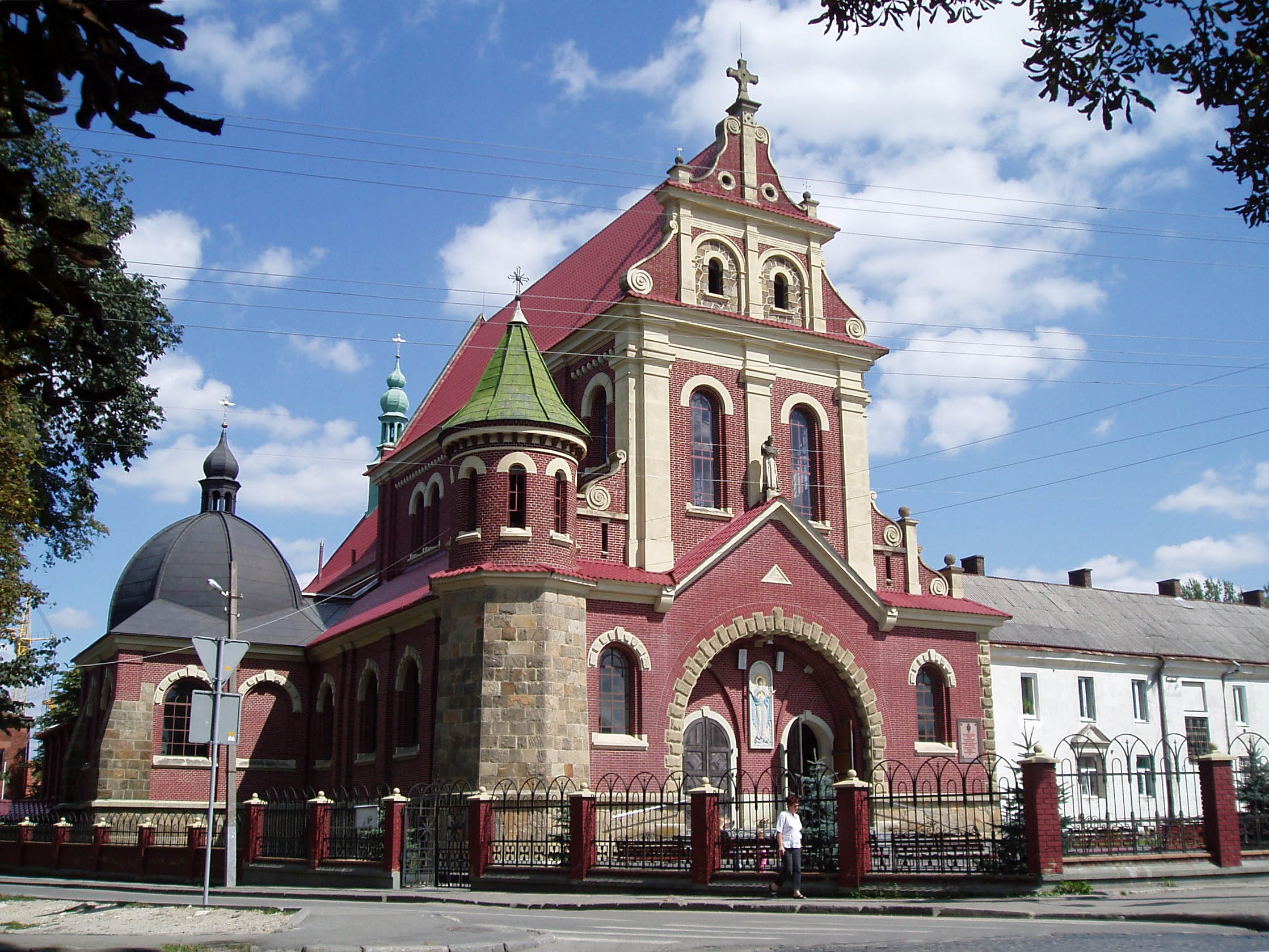
Костел св. Франциска капуцин

## Мілітарна забудова
У місті будували нові фортифікації.